# Моё последнее танго (фильм)
«Моё после́днее та́нго» (исп. Mi último tango) — испано-аргентинский  музыкальный мелодраматический кинофильм, поставленный испанским режиссёром Луисом Сесаром Амадори в 1960 году с испанской киноактрисой и эстрадной певицей Сарой Монтьель и французским киноактёром Морисом Роне в главных ролях.

## Сюжет
Действие происходит в начале XX века в Испании и Аргентине. Это была любовь с первого взгляда: юная певица Марта Андреу из провинциальной оперной труппы своего отца, гастролирующей по мелким испанским городкам, и элегантный джентльмен Дарио Ледесма случайно столкнулись на полустанке и почти сразу же расстались. Марта, обладая чарующим голосом,  желает стать популярной и известной певицей, но лишь поет в хоре, так как примадонной труппы является ее мачеха, которой полностью подчиняется отец. После одного скандала  он выгоняет Марту из труппы.
Она уезжает в Мадрид и становится служанкой знаменитой певицы Луисы Мариваль, женщины крайне капризной. Незадолго перед выступлением Луиса получает  телеграмму, в которой требуется ее немедленный приезд на гастроли в Буэнос-Айрес, угрожая расторжением контракта и получением неустойки. Она требует, чтобы Марта немедленно позвала импресарио (и жениха) сеньора Рамоса и устраивает ему истерику. В результате Рамос увольняет Марту. Когда она хочет получить от него заработанные деньги, и идет за ним за кулисы, начинается выступление Мариваль.  От всех переживаний у нее теряется голос, но в последний момент ее спасает Марта, распевая из-за кулис куплеты артистки. После этого Луиса требует от Рамоса, чтобы Марта оставалась ее служанкой и, более того, поехала с ней в Аргентину.
Марта вместе со своей тетей отправляются с багажом актрисы на судно. Тем временем, Рамос, чтобы удовлетворить Луису, купил ей прекрасный дом в Сан-Себастьяне и она решает остаться в Испании и посылает записку Марте, чтобы они отправлялись  в Аргентину, а сама артистка приедет позднее. Марта со своей тётей плывут на пароходе под видом Луисы Мариваль и ее служанки и на судне она встречается Дарио. Прибыв в Буэнос-Айрес Марта приходит в театр под видом гастролируюшей Мариваль и там узнает, что владелец театра - это  то же самый Дарио Ледесма, который, конечно, узнал Марту, но ценя ее замечательный голос отнюдь не возражал против ее выступлений как Луисы Мариваль. Следует череда блестящих выступлений Марты и одновременно разгорается любовь ее и Дарио.  Но их счастье было недолгим. На одном из выступлений в театре по вине приехавшей неожиданно Луисы Мариваль вспыхивает пожар.  Марта, спасая ее из огня, теряет зрение. Полагая, что жалость никогда не заменит любовь, Марта уезжает с тётей, ничего не сказав Дарио, но он едет искать возлюбленную...
В фильме звучат 10 песен в исполнении Сары Монтьель.

## В ролях
- Сара Монтьель — Марта Андреу (Советский дубляж — Мария Кремнёва)
- Морис Роне  — Дарио Ледесма
- Исабель Гарсес — Кларисса, тётя Марты (Советский дубляж — Надежда Румянцева)
- Лаура Гранадос — Луиса Мариваль, примадонна мюзик-холла
- Мило Кесада — Карлос Гардель
- Луиса де Кордоба — мачеха Марты
- Рафаэль Бардем — сеньор Андреу, отец Марты
- Мария дель Пуй — Патрисия, бывшая невеста Дарио
- Альфонсо Года — капитан лайнера
- Хуан Кортес — сеньор Рамос, врач-окулист

## Съёмочная группа
- Режиссёр: Луис Сесар Амадори
- Продюсеры: Сесарио Гонсалес, Бенито Перохо
- Композитор: Грегорио Гарсия Сегура
- Сценарист: Габриель Пенья
- Оператор: Антонио Бальестерос
- Художник-постановщик: Энрике Аларкон
- Художники по костюмам: Умберто Корнехо, Рафаэль Бальестер

## Издание на видео
- Фильм неоднократно выпускался на DVD.
- В России фильм выпускался на DVD несколько раз. Один из последних выпусков — в 2010 году, фирмой «Cinema prestige».